# Фрайзингский собор
Фрайзингский собор Пресвятой Девы Марии и Святого Корбиниана (нем. Freisinger Domkirche Mariä Geburt und St. Korbinian) — сокафедральный собор архиепархии Мюнхена и Фрайзинга. В крипте кафедрального собора хранятся мощи христианского святого Корбиниана Фрайзингского.
Известно, что уже в 715 году на месте собора находилась христианская церковь, которая была освящена как епископская Святым Бонифацием в 739 году. Тройной неф был построен в 860 году и перестроен после пожара в 903 году. 5 апреля 1159 года здание храма было полностью разрушено пожаром, случившимся в Вербное воскресенье. Строительство нынешнего собора в романском стиле началось в 1159 году и завершилось в 1205 году. В 1481-1483 гг романский деревянный потолок был заменён готическим сводом.
В 1619-1621 гг в соборе прошла значительная реконструкция, многие элементы здания получили черты барокко. 1 января 1624 года был освящён алтарь. Роспись князь-епископ Фрайзинга доверил Гансу Роттенхаммеру, который к работе не приступил из-за алкоголизма. В итоге был приглашён Рубенс, написавший «Женщину Апокалипсиса» к 1632 году, весьма популярный сюжет в росписях немецких церквей ещё с XV века. Сегодня эта картина хранится в Старой пинакотеке Мюнхена.
Ещё одна реконструкция была предпринята в 1724 году в связи с тысячелетним юбилеем церкви. Убранство созданного интерьера сделано в стиле рококо братьями Космасом Дамианом и Эгидием Квирином Азамами, признанными мастерами оформления церковных интерьеров. В 1920-е годы часть фресок была закрашена и сильно повреждена. Они были восстановлены лишь в 2006 году.
Фрайзингский собор также известен как храм, где будущий Папа Бенедикт XVI был рукоположён в священники. 14 сентября 2006 года он посетил Фрайзинг по завершении своей поездки в Баварию, где встретился в соборе с духовенством.

## Галерея

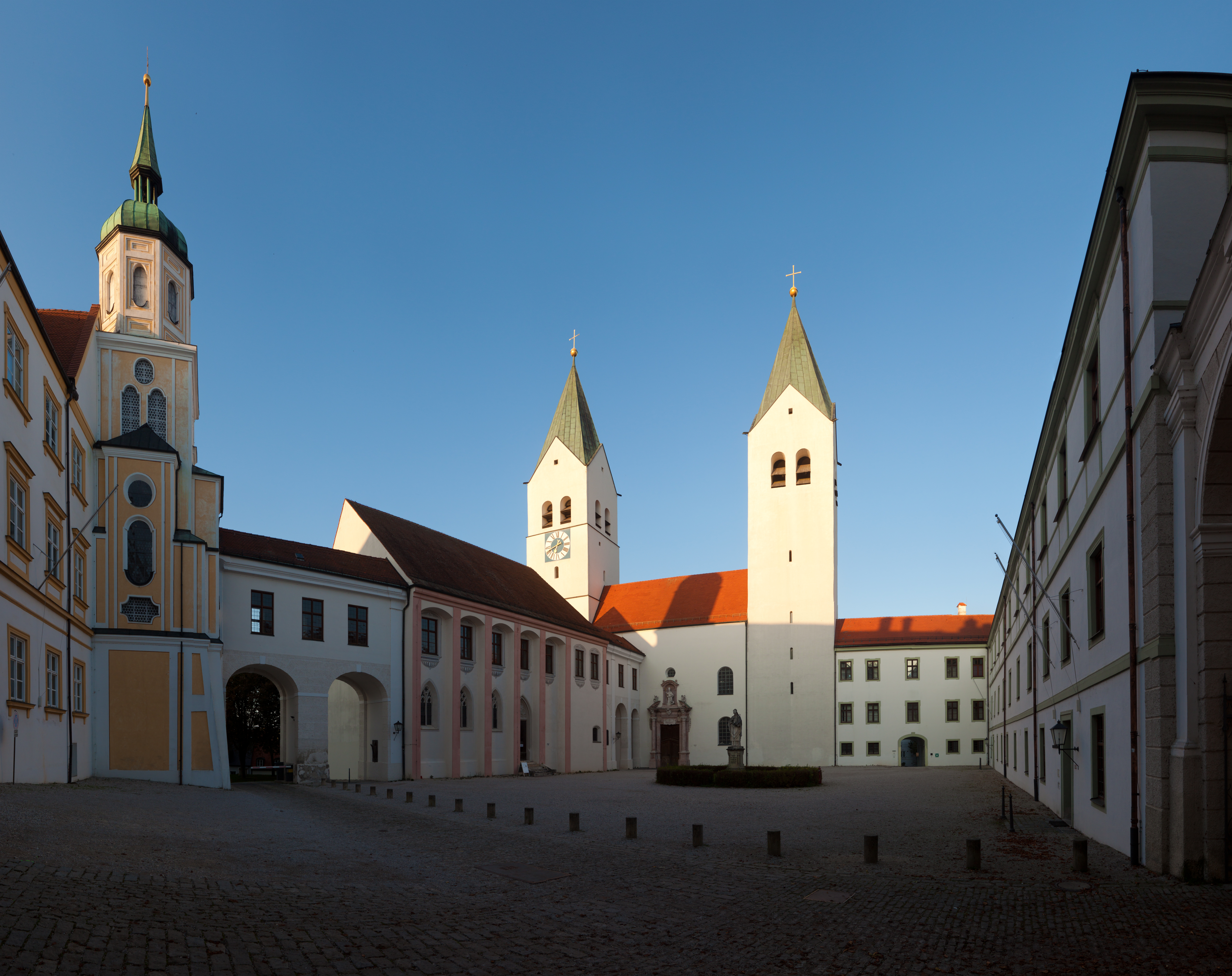
Внутренний двор собора
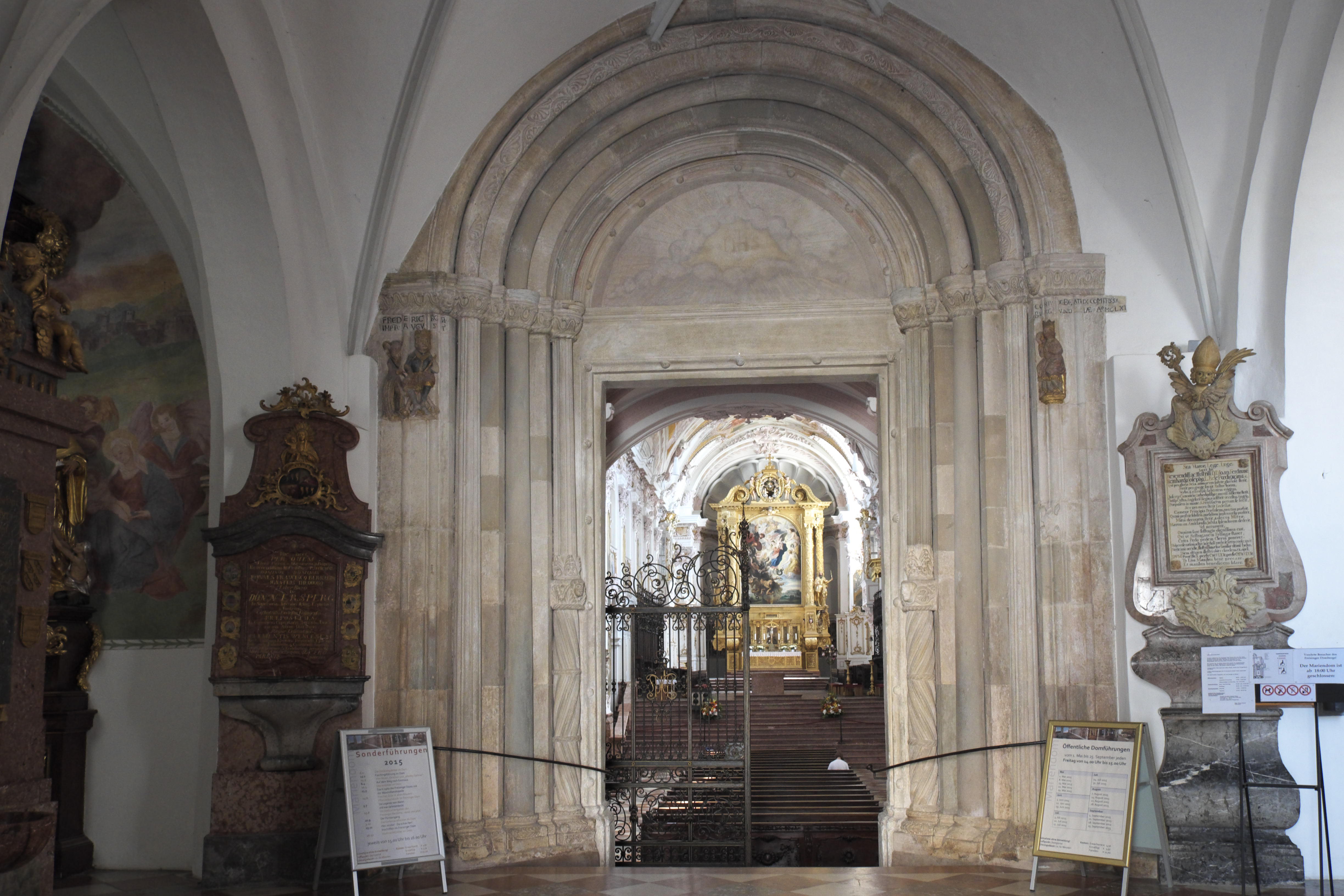
Портал в романском стиле
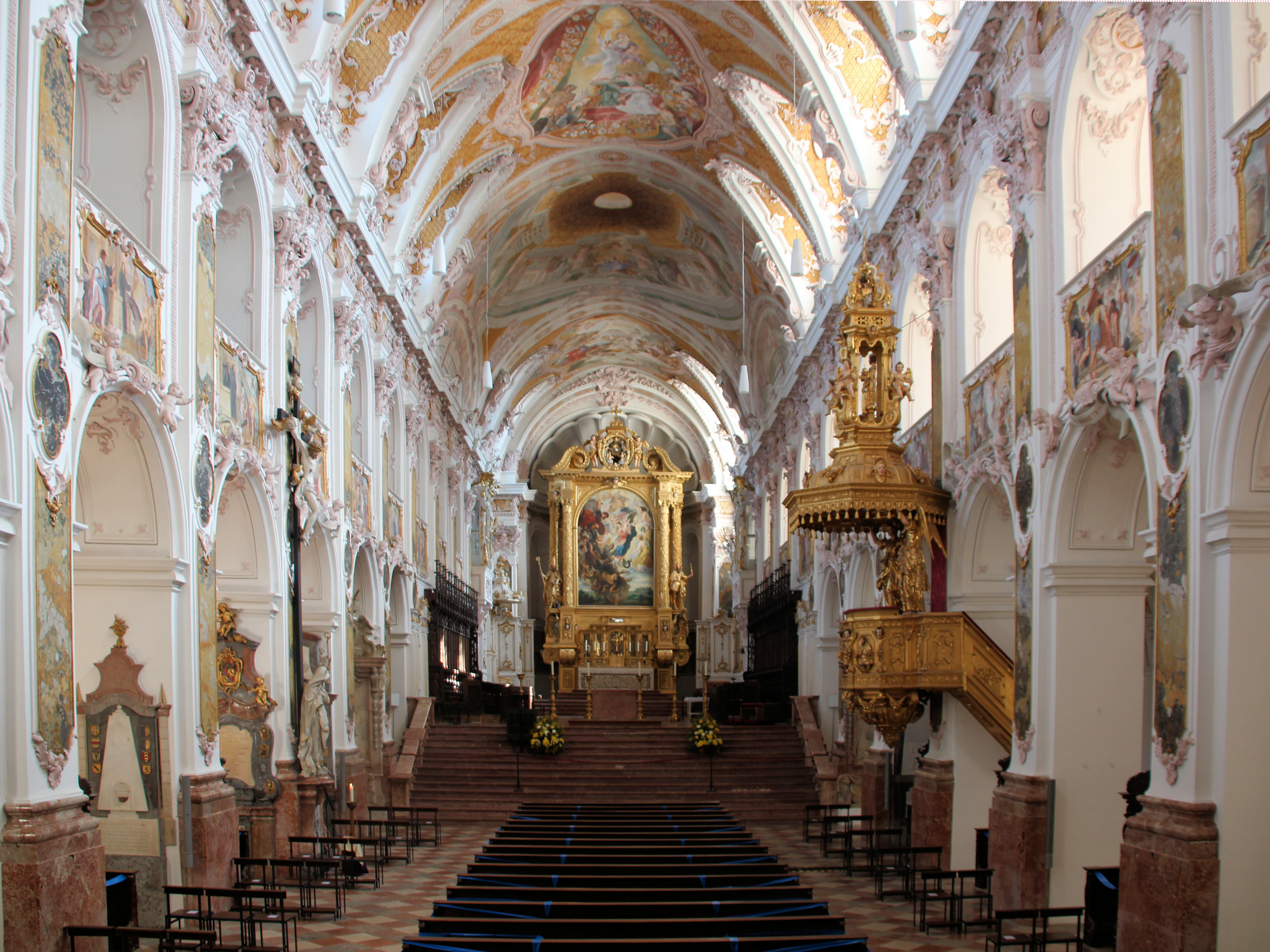
Интерьер собора
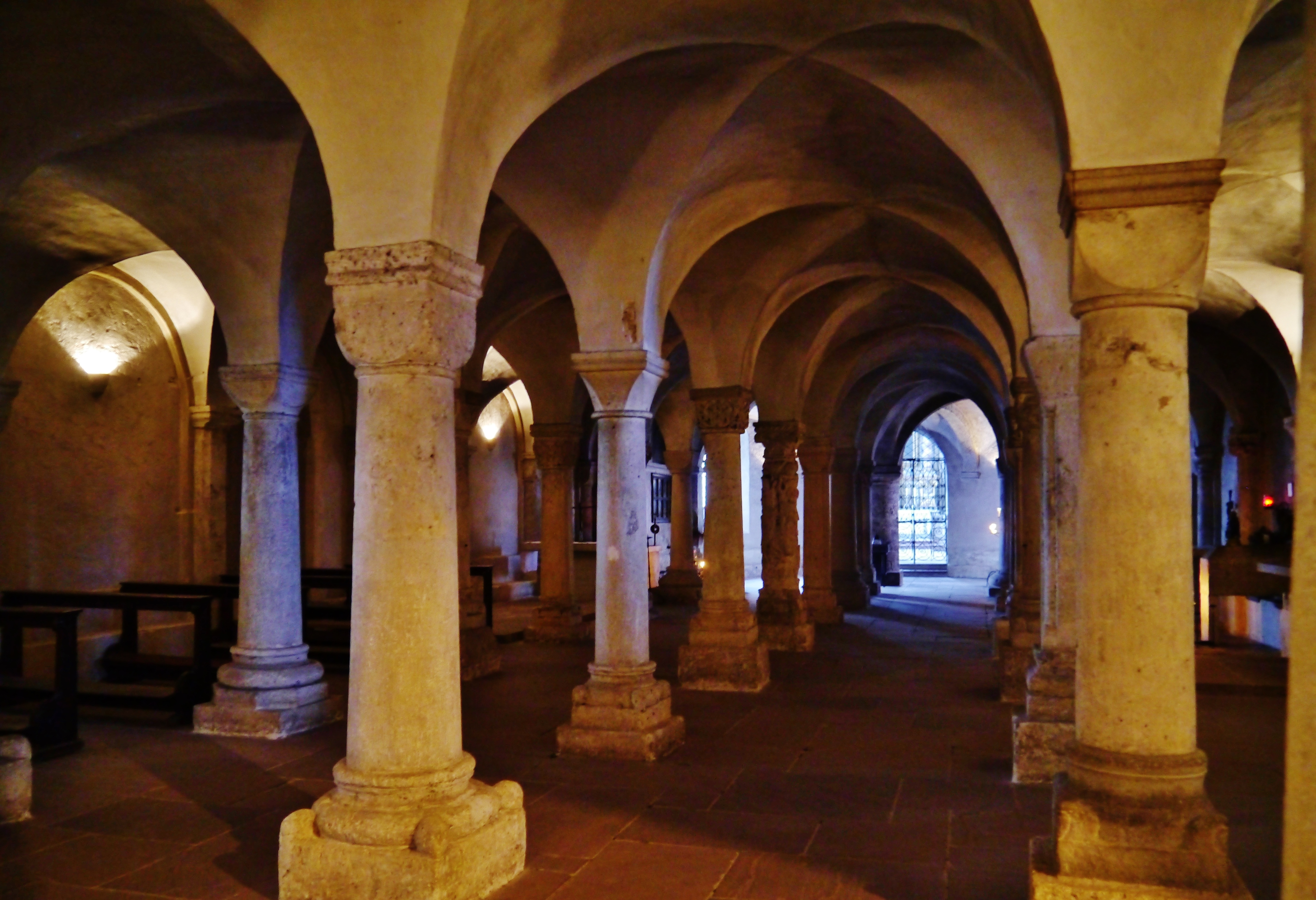
Крипта собора